# Christian Laurin
Christian Laurin (Montréal, 1º giugno 1964) è un attore canadese.
Nato a Montréal in Canada e cresciuto a Toronto, si è poi trasferito a New York dove ha frequentato la Neighborhood Playhouse School of the Theatre. Tra i suoi insegnanti ha avuto Sanford Meisner.
Ha preso parte in molte produzioni, sia inglesi che francesi. Molto attivo in teatro, ha anche preso parte in televisione e al cinema. Tra i suoi film, vi è Missione tata con Vin Diesel.